# Hans von Stratowa
Hans Tomaschek Edler von Stratowa (später Johann Stratowa, * 8. September 1900; † 7. Februar 1949 in Wien) war ein österreichischer Genealoge und Archivar.

## Leben
Johann Edler von Stratowa-Tomaschek wurde als Sohn des k.k. Regierungsrats Robert von Stratowa-Tomaschek und der Marie Christine geborene Reichsedle Lackhner von Lackhnern geboren. Er war Nachfahre des Juristen, Archivaren und korrespondierenden Mitglieds der Akademie der Wissenschaften Johann Adolph Tomaschek Edler von Stratowa sowie Bruder des Lyrikers Wulf von Stratowa.
Stratowa besuchte das Gymnasium im Theresianum, über sein Studium lassen sich aber keine Informationen finden. Bekannt wurde er als Verleger der Wiener-Genealogisches-Taschenbuch-Reihe. Inhaltlich umfasste das Taschenbuch den Kreis der Geschlechter, die im Genealogischen Taschenbuch der adeligen Häuser Österreichs gebracht wurden oder gebracht werden sollten. Die Taschenbuchreihe, die als "österreichische Gotha" galt, sollte die österreichischen Familien des niederen Adels (Ritter, Edle und einfach Adelige) darstellen. Der Anschluss Österreichs an das III. Reich brachte das Ende dieser Reihe.
In den Jahren 1925 bis 1928 gehörte Stratowa zum Vorstand der Heraldisch-Genealogischen Gesellschaft „Adler“, die von 1905 bis 1912/13 das Genealogisches Taschenbuch der adeligen Häuser Österreichs initiiert und betreut hatte.
Hans Stratowa starb 1949, als er beim Überqueren des Parkringes in Wien einem Autounfall zum Opfer fiel, und wurde im Wiener Zentralfriedhof begraben (Grabnr.56A/12/5).

## Publikationen (Auswahl)
- Wiener Genealogisches Taschenbuch. Band I 1926. Selbstverlag des Verfassers, Wien.
- Wiener Genealogisches Taschenbuch. Band II 1927/28. Selbstverlag des Verfassers, Wien.
- Wiener Genealogisches Taschenbuch. Band III 1929/30. Selbstverlag des Verfassers, Wien.
- Wiener Genealogisches Taschenbuch. Band IV 1931/1932. Selbstverlag des Verfassers, Wien.
- Wiener Genealogisches Taschenbuch. Band V 1933. Selbstverlag des Verfassers, Wien.
- Wiener Genealogisches Taschenbuch. Band VI 1934. Selbstverlag des Verfassers, Wien.
- Wiener Genealogisches Taschenbuch. Band VII 1935/36. Selbstverlag des Verfassers, Wien.
- Wiener Genealogisches Taschenbuch. Band VIII 1937. Selbstverlag des Verfassers, Wien.